# Берёзовский (Новосибирская область)
Берёзовский — упразднённый в 2018 году посёлок в Коченёвском районе Новосибирской области России. Входил в состав Федосихинского сельсовета.

## География
Площадь посёлка — 34 гектара.

## История
Исключен из учётных данных в 2018 году.

## Население
| 2002 | 2007 | 2010 |
| ---- | ---- | ---- |
| 35   | ↘3   | ↘0   |

## Инфраструктура
В посёлке по данным на 2007 год функционировало 1 учреждение здравоохранения.